# A Nostalgia do Infinito
A Nostalgia do Infinito é uma pintura feita pelo pintor metafísico italiano Giorgio de Chirico.
O tema da pintura é uma grande torre. A cena é atingida pela luz baixa de final de tarde. Em primeiro plano abaixo da torre estão duas pequenas figuras escuras semelhantes às de obras de Salvador Dalí. Esta pintura é o exemplo mais famoso do tema da torre que aparece em diversas obras de Chirico. Embora a pintura seja datada de 1911, esta data é questionada. O Museu de Arte Moderna de Nova Iorque diz que a pintura foi criada em um período que varia de 1912 a 1913, enquanto que a Escola Annenberg de Comunicação sugere que foi criada entre 1913 e 1914. De acordo com o historiador de arte Robert Hughes a pintura é inspirada por um dos monumentos arquitetônicos mais espetaculares de Turim, a Mole Antonelliana.
Esta pintura, entre outras obras de Giorgio de Chirico, influenciou a arte da capa do jogo eletrônico Ico ilustrada por Fumito Ueda que foi usada nas versões japonesa e européia do jogo.

## Fonte
«The Museum of Modern Art» (em inglês)